# Franciszek Grucza (językoznawca)
Franciszek Krzysztof Grucza (ur. 27 maja 1937 w Mostach koło Gdyni) – polski językoznawca, pedagog, profesor zwyczajny, członek krajowy rzeczywisty Polskiej Akademii Nauk.

## Życiorys
Przewodniczący Rady Upowszechniania Nauki PAN, prezes Polskiego Towarzystwa Lingwistyki Stosowanej, przewodniczący Stowarzyszenia Germanistów Polskich, były kierownik Katedry Teorii Języków i Akwizycji Językowej (nieistniejącej już) na Wydziale Lingwistyki Stosowanej Uniwersytetu Warszawskiego
Zainteresowania naukowe Franciszka Gruczy koncentrują się wokół spraw związanych z germanistyką, językoznawstwem ogólnym, onomastyką i metalingwistyką. Ponadto zajmuje się również teorią i praktyką kształcenia nauczycieli języków obcych.
Jest autorem publikacji z dziedziny glottodydaktyki, lingwistyki i translatoryki, a także serii podręczników do nauki języka niemieckiego „Dein Deutsch”.
W 2003 został odznaczony Krzyżem Oficerskim Orderu Odrodzenia Polski. W 2015 otrzymał tytuł doktora honoris causa Uniwersytetu Opolskiego.